# Миноносцы типа V-67
Миноносцы типа V-67 — тип эскадренных миноносцев (по официальной классификации — больших миноносцев), состоявший на вооружении Военно-морского флота Германии в период Первой мировой войны. Корабли строились по мобилизационной программе 1914 года. Всего было построено 18 миноносцев данного типа.

## Энергетическая установка
На кораблях типа в качестве ГЭУ была установлена паротурбинная ЭУ, состоящая из 2 турбин, 1 военно-морского нефтяного котла и 2 военно-морских двухсторонних нефтяных котлов. Запасы топлива на эсминцах составляли 308 тонн нефти на эсминцах V-69, V-71 — V-74, V-78, V-80—V-82 и 306 тонн нефти — на всех остальных.

## Вооружение
Миноносец V-84 уже во время постройки вооружили новыми 105-мм орудиями. Во второй половине 1916 года артиллерия калибра 105 мм была установлена на эсминцах V-67 — V-71, V-73, V-74, V-77 и V-81. На остальных 8 эсминцах вплоть до момента вывода их из состава германского флота артиллерия корабля состояла из 3 88-мм орудий.

## Список миноносцев типа
| Название | Дата закладки | Дата спуска на воду | Дата вступления в состав флота | Примечания |
| -------- | ------------- | ------------------- | ------------------------------ | ---------- |
|          |               |                     |                                |            |
|          |               |                     |                                |            |